# Mars (baton)

Logo Mars

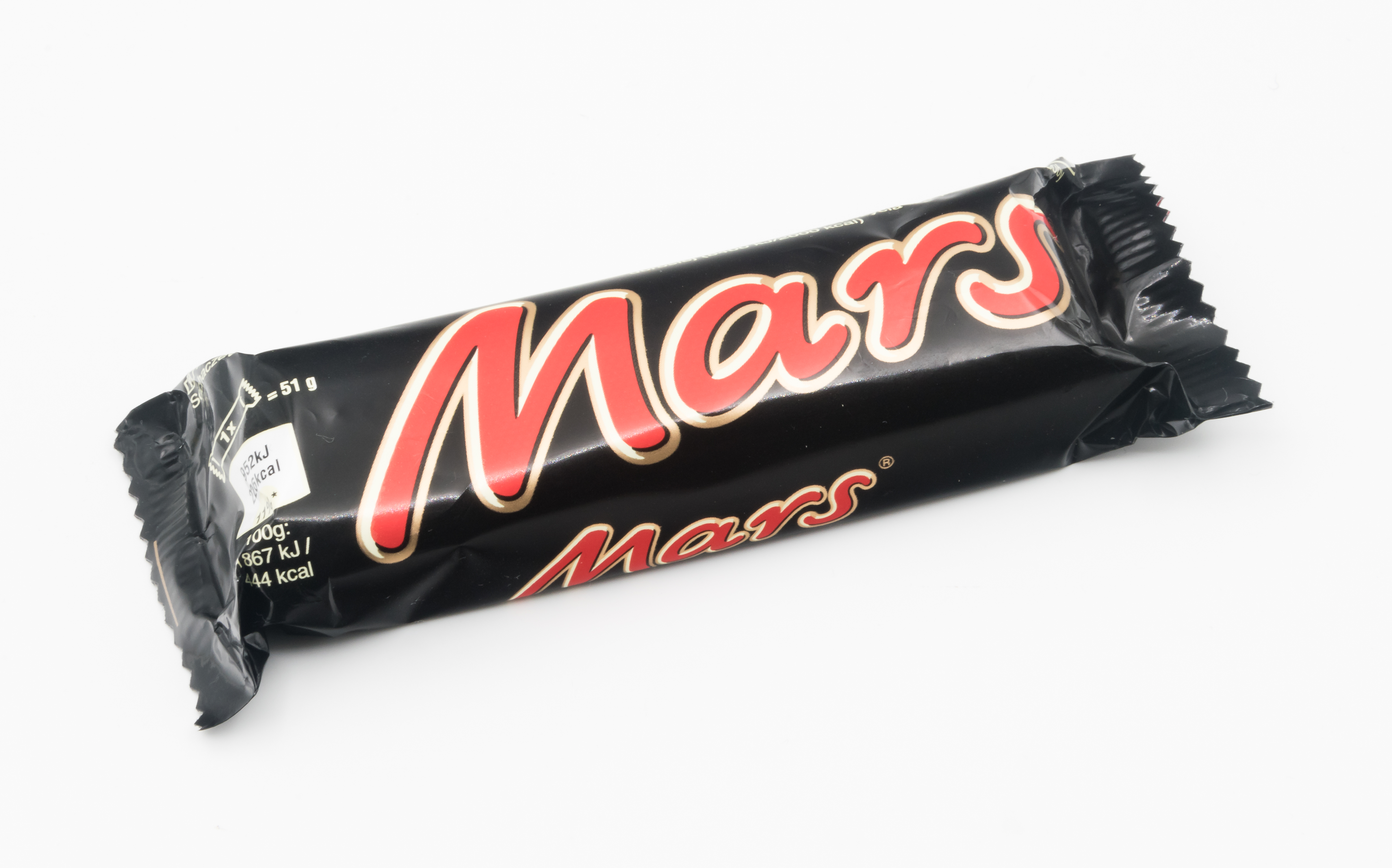
Baton Mars

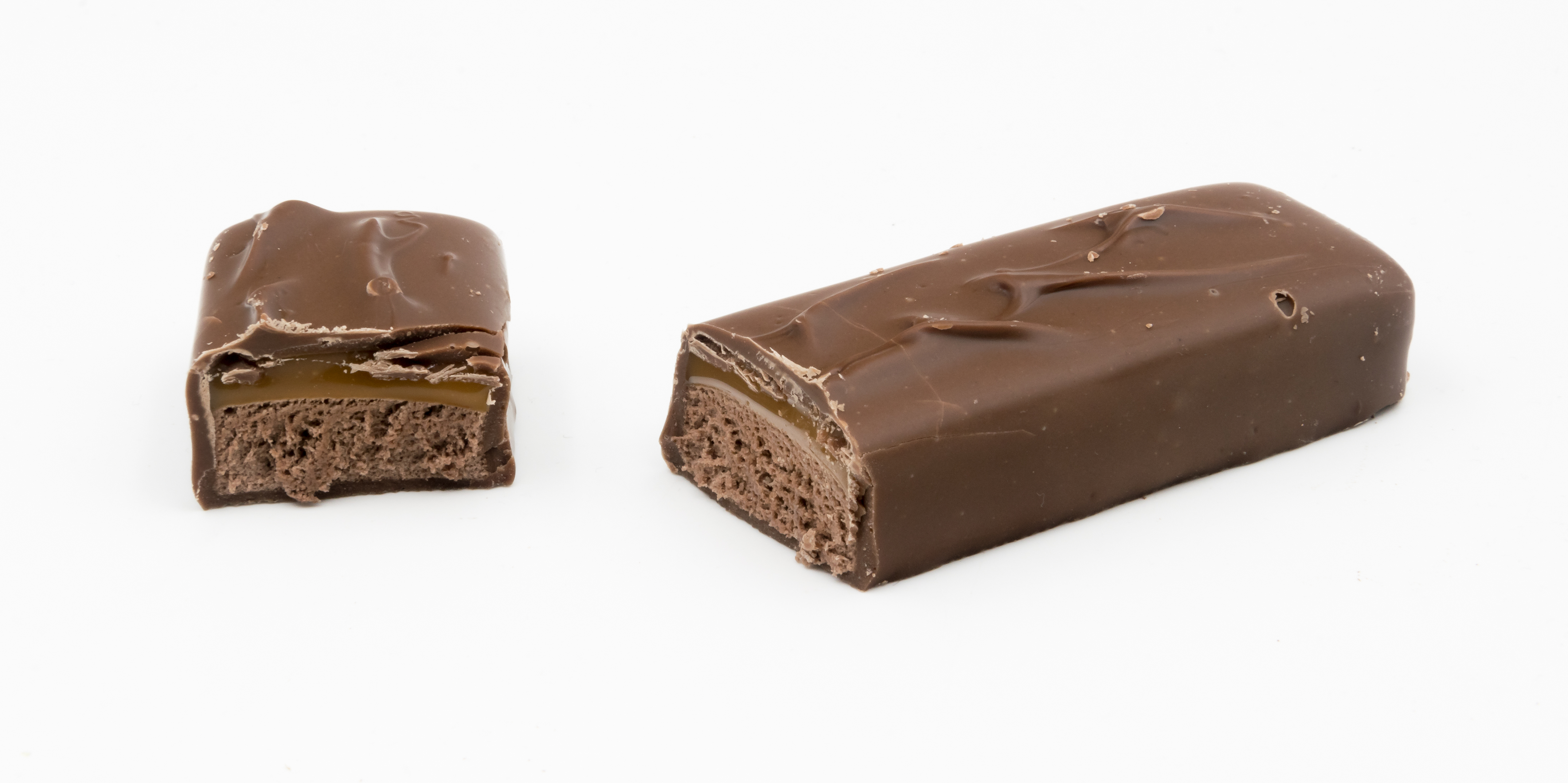
Baton Mars

Mars – baton czekoladowy produkowany przez spółkę Mars Incorporated. 

## Opis
Baton składa się z nugatowego nadzienia oblanego gęstym karmelem i mleczną czekoladą. W amerykańskiej wersji zawierał również migdały, jednak w 2002 roku jego nazwę zmieniono na Snickers Almonds (z ang. migdały).
Pierwszego „Marsa” wyprodukowano w Anglii – w Slough w 1932 roku.

## Wartości odżywcze
| Kalorie (kcal)    | 455     |
| Białko            | 3,6g    |
| Tłuszcz           | 18,2g   |
| Węglowodany       | 68,9g   |
| Błonnik pokarmowy | 1,0g    |
| Sód               | 186mg   |
| Potas             | 192mg   |
| Wapń              | 95mg    |
| Fosfor            | 110mg   |
| Żelazo            | 1,2mg   |
| Magnez            | 32mg    |
| Witamina E        | 0,50mg  |
| Tiamina           | 0,050mg |
| Ryboflawina       | 0,200mg |
| Niacyna           | 0,10mg  |
| Witamina C        | 0,0mg   |